# Ann Sofie Sonne
Ann Sofie Sonne (født d. 14. februar 1989 i Rudersdal, Storkøbenhavn) er en dansk håndboldspiller, der tidligere har spillet for Team Tvis Holstebro. Hun kom til klubben i 2012 og forlod den igen  i 2015 da hun indstillede karrieren. Hun har tidligere optrådt for Skive fH og VSH 2002.
Ann Sofie Sonne blev i 2016 mor til datteren Clara Noelle, som hun fik med sin kæreste, SC Magdeburg's Michael Damgaard.